# Колевијати-Вилете (Ријети)
Колевијати-Вилете је насеље у Италији у округу Ријети, региону Лацио.
Према процени из 2011. у насељу је живело 60 становника. Насеље се налази на надморској висини од 839 м.